# リン・リオン・シク
リン・リオン・シク（繁体字：林良實、マレー語: Ling Liong Sik、1943年9月18日 - ）は、マレーシアの政治家。1986年から2003年までマレーシアの運輸大臣とマレーシア華人協会の会長を務めた。
1988年2月4日、リン・リオン・シクは同年2月16日までマレーシアの暫定首相に任命された。
2015年10月27日、マレーシアのナジブ・ラザク首相は、名誉毀損でリン・リオン・シクを相手取って訴訟を起こした。リン・リオン・シクがその年の10月3日のイベントに出席している際、1MDBスキャンダルに関与したとして彼を中傷的な発言をしたと訴えた。 2018年5月22日、ナジブは訴訟を取り下げ、訴訟費用として25,000リンギットを支払うことに同意した。